# William D. Coleman
Pour les articles homonymes, voir William Coleman.
William D. Coleman, né le 18 juillet 1842 dans le comté de Fayette au Kentucky et mort le 12 juillet 1908 à Clay-Ashland, est le treizième président du Liberia entre 1896 et 1900.

## Biographie
Coleman est né esclave de race mixte dans le comté de Fayette, Kentucky, et il émigre au Libéria avec sa famille quand il a 11 ans. Arrivée en 1853, la famille est composée de William, sa mère maintenant veuve, Ellen, et de trois autres personnes, toutes installées à Clay-Ashland près de Monrovia. Coleman est formé comme charpentier et occupe d'autres emplois manuels avant de devenir un commerçant prospère. Étudiant la nuit, il reprend l'éducation qu'il a abandonnée dans son enfance lorsque la pauvreté a empêché la poursuite des études.